# Thần tượng đối thần tượng
Thần tượng đối thần tượng là một phiên bản khác của chương trình Hòa âm Ánh sáng do Ban Văn nghệ, Đài Truyền hình Việt Nam phối hợp với Cát Tiên Sa sản xuất, được phát sóng trên kênh VTV3 từ ngày 23 tháng 5 năm 2021. Phí Nguyễn Thùy Linh là dẫn chương trình của chương trình này. Khác với các mùa của phiên bản gốc, mỗi đội chỉ có ca sĩ và nhà sản xuất, không có DJ hay các vũ công trong đội.

## Định dạng
Chương trình có một định dạng khác so với phiên bản gốc Hòa âm Ánh sáng trước đây. Mỗi đội (gồm 1 ca sĩ và 1 nhà sản xuất âm nhạc) sẽ thể hiện những ca khúc khác nhau qua từng vòng thi và thi đấu với những đội khác để tích lũy tiền (hoặc điểm số) và tránh bị loại. Số tiền (hoặc điểm số) tích lũy được ở vòng thi này quyết định thứ hạng và đối thủ của họ ở vòng thi tiếp theo. Đội có số tiền tích lũy (hoặc điểm số) cao nhất khi kết thúc chương trình sẽ giành chiến thắng chung cuộc.

## Sản xuất
Vào đầu tháng 4 năm 2021, Thần tượng đối thần tượng công bố việc khởi động sản xuất chương trình. Đầu tháng 5, chương trình công bố một loạt các poster, hé lộ 12 đội thi và các Master tham gia chương trình.
Sau thành công của mùa đầu tiên, ngày 13 tháng 11 năm 2022, chương trình thông báo phát sóng mùa thứ 2 với phiên bản Idol Camp. Cùng với đó, chương trình đã tung trailer, poster giới thiệu về 12 đội chơi của mùa này. Ngoài ra, những giám khảo khách mời cũng xuất hiện và được thay đổi theo từng tập phát sóng.

### Ghi hình
Ở mùa đầu tiên, chương trình đã phải thay đổi kế hoạch ghi hình liên tục vì những diễn biến phức tạp của đại dịch COVID-19 tại thành phố Hồ Chí Minh. Năm tập đầu tiên là những tập ghi hình có khán giả (đã được ghi hình trước ngày 27 tháng 4). Bắt đầu từ tập 6, chương trình chuyển sang ghi hình không có khán giả do ảnh hưởng của đại dịch COVID-19 và những quy định về giãn cách xã hội. Luật chơi và kế hoạch ghi hình cũng được thay đổi để đảm bảo giãn cách và phòng dịch hiệu quả. Sau tập 11, vì những diễn biến phức tạp của dịch tại Thành phố Hồ Chí Minh mà chương trình phải tạm ngừng các hoạt động ghi hình trên sân khấu và chuyển sang ghi hình tại nhà. Đại diện chương trình cho biết chương trình còn một đợt ghi hình cuối và chờ đợi sau khi hết giãn cách xã hội sẽ tiến hành ghi hình và phát sóng, đồng thời đảm bảo tuân thủ đầy đủ quy định của Bộ Y tế. Các hoạt động ghi hình những tập cuối (từ tập 23) đã được chương trình tiến hành ngay sau khi thành phố gỡ bỏ các quy định về giãn cách xã hội và đã phát sóng từ ngày 24 tháng 10.

### Phát sóng
Tập đầu tiên của mùa thứ nhất đã được lên sóng vào ngày 23 tháng 5 năm 2021 trên kênh VTV3, với khung giờ ban đầu là 21:15 Chủ nhật hàng tuần. Bắt đầu từ tập 24, chương trình chuyển sang khung giờ 21:15 thứ Bảy, và duy trì khung giờ này đến hết mùa. Mùa thứ hai được lên sóng từ ngày 19 tháng 11 năm 2022 lúc 20:00 thứ 7 hàng tuần trên kênh VTV3. Tất cả các tập phát sóng của chương trình cũng được công chiếu trên kênh YouTube Viva Network (kênh chính thức của nhà sản xuất) sau khi được phát sóng trên truyền hình.

### Tạm Ngừng Phát Sóng
21/1/2023 (30 Tết), do trùng với thời điểm hòa sóng VTV trong dịp Tết Nguyên Đán (Xuân Quý Mão 2023)
28/1/2023 (Mùng 7 Tết Quý Mão), để nhường chỗ phát sóng các chương trình đặc biệt trong dịp Tết Nguyên Đán (Xuân Quý Mão 2023)

## Khung giờ phát sóng và phát lại
Phát chính:
Mùa 1:
21h15 Chủ Nhật (23/5/2021-24/10/2021)
21h15 Thứ 7 (30/10/2021-27/11/2021)
Mùa 2:
20h00 Thứ 7 (19/11/2022-15/4/2023)
Phát lại:
Mùa 1: 14h40 Thứ 2
(24/5/2021-29/11/2021)
Mùa 2: 14h40 Thứ 4
(23/11/2022-19/4/2023)

## Các mùa phát sóng

### Mùa 1
In đậm: Quán quân
In nghiêng: Á quân
| Thứ tự | Đội              | Ca sỹ           | Nhà sản xuất | Master           |
| ------ | ---------------- | --------------- | ------------ | ---------------- |
| 01     | UNIMOTION        | Nhóm Uni5       | Nemo         | Nguyễn Hải Phong |
| 02     | 2C               | Cara            | CM1X         | Hà Lê - Nimbia   |
| 03     | ĐƯỜNG SỐ 10      | Ali Hoàng Dương | Duck V       | Khắc Hưng        |
| 04     | HAN SARA         | Han Sara        | T.R.I        | Nguyễn Hải Phong |
| 05     | FIRE CROWN       | Lona            | Kent Trần    | Hà Lê - Nimbia   |
| 06     | EZ!              | Erik            | Ninja Z      | Khắc Hưng        |
| 07     | 528HZ            | Quân A.P        | Dsmall       | Nguyễn Hải Phong |
| 08     | GIANG DANH       | Jsol            | ducpham.     | Khắc Hưng        |
| 09     | MỸ ANH           | Mỹ Anh          | Mỹ Anh       | Khắc Hưng        |
| 10     | THE ASTRO        | Thanh Duy       | NVM          | Hà Lê - Nimbia   |
| 11     | ORANGE JUICE     | Orange          | Monotape     | Hà Lê - Nimbia   |
| 12     | ANTI ANTI HEROES | VP Bá Vương     | TDK          | Nguyễn Hải Phong |

### Mùa 2: Idol Camp
Sau thành công của mùa 1, mùa 2 trở lại với phiên bản Idol Camp cùng 12 đội nghệ sĩ – producer tham gia. Cùng với đó là dàn giám khảo gồm Thanh Hà, Phương Uyên, Châu Đăng Khoa, Đỗ Hiếu, Đoàn Minh Vũ, OnlyC, Erik (quán quân mùa 1),... Khác với mùa trước, mùa này không có Master chủ quản đội.
In đậm: Quán quân
| Thứ tự | Đội           | Ca sỹ                     | Nhà sản xuất |
| ------ | ------------- | ------------------------- | ------------ |
| 01     | Fresh         | Huỳnh James – Pjnboys     | TAMKE        |
| 02     | MJ            | Vũ Thảo My                | Jsdrmns      |
| 03     | Royal Family  | Roy Nguyễn                | Joo Castle   |
| 04     | Shadow Wolves | Gil Lê                    | Minh Đinh    |
| 05     | Zodiac        | Chu Thúy Quỳnh            | Vương Vũ     |
| 06     | Homieboiz     | KHOA                      | Nghị Martin  |
| 07     | TIA DE ART    | TIA                       | CM1X         |
| 08     | HAPO Brothers | Jason.T (Hoàng Đức Thịnh) | ICD          |
| 09     | North South   | Pháo                      | Sterry       |
| 10     | The Last      | Annie (LipB)              | Micky Lr     |
| 11     | DeezaWoo      | Hải Đăng Doo              | Weeza        |
| 12     | Queen         | Nam Em                    | Đậu Tất Đạt  |

## Ảnh hưởng và đón nhận
Tối 27-11, đêm chung kết xếp hạng The Heroes (Thần tượng đối thần tượng 2021) diễn ra với phần tranh tài của Erik và Ali Hoàng Dương.
Nam ca sĩ Erik mang đến ca khúc "Máu đỏ da vàng" do DTAP sáng tác, từng được anh giới thiệu bản audio trước đó. Ca khúc có giai điệu sôi động, hào hùng, thể hiện niềm tự hào của người con Việt Nam mang dòng máu đỏ da vàng.
Ban giám khảo đánh giá cao thông điệp Erik muốn gửi gắm: "Dù ở đâu, làm gì, cũng đầy tự hào hô to hai tiếng Việt Nam!". Nhạc sĩ Nguyễn Hải Phong cho biết, anh rất vui và tự hào về thông điệp Erik lan tỏa.

### Tranh cãi
Tiền thân của chương trình, Hòa âm Ánh sáng, từng được xem như một "đế chế" âm nhạc trên kênh VTV3 trong giai đoạn 2015-2017. Tuy nhiên, phiên bản mới của chương trình bị xem là thất bại và gần như không được khán giả biết tới khi lên sóng. Hiệu ứng của chương trình và các tiết mục rất mờ nhạt so với phiên bản gốc. Suốt 4 tháng lên sóng, mùa thứ hai của Thần tượng đối thần tượng gần như chưa có tiết mục nào gây sốt trên mạng xã hội. Lượt xem các tập cũng khiêm tốn, trong đó tập 17 chỉ đạt con số 17.000 sau khoảng một ngày lên sóng, thấp báo động. Trung bình các tập lên sóng trước đó cũng chỉ đạt khoảng 100.000 lượt. Một trong những tập cao nhất là tập 12 với 348.000 lượt xem tính tới ngày 20 tháng 3. Trên mạng xã hội, tương tác ở các video chỉ dừng ở vài trăm, trong khi phần bình luận cũng lác đác. Các tiết mục không được nhiều tài khoản hay fanpage chia sẻ như những chương trình đang nổi tiếng khác. Mùa đầu tiên vốn cũng mờ nhạt so với bản gốc, nhưng hiệu ứng lẫn thành tích của chương trình cũng không ảm đạm đến mức như ở mùa thứ hai. Đặc biệt, mùa đầu tiên của chương trình lên sóng đúng thời điểm dịch bệnh, khi nhiều tiết mục được ca sĩ ghi hình tại nhà. Do đó, thành tích của chương trình được đánh giá khả quan so với những khó khăn của tình hình thực tế khi đó. Tập 2 ở mùa 1 cũng đạt khoảng 900.000 lượt xem sau 2 ngày lên sóng - thành tích hơn hẳn mùa thứ hai. Bên cạnh đó, một số tiết mục do các thí sinh thể hiện trở viral trên mạng xã hội, thậm chí có video đạt 12 triệu lượt xem tính tới hiện tại. Chương trình còn là bệ phóng để các ca sĩ mới, đặc biệt là VP Bá Vương và Mỹ Anh được biết tới nhiều hơn. "Real Love" của Mỹ Anh tính đến hiện tại đạt 6,4 triệu lượt xem và cô là một trong những ca sĩ mới gây chú ý nhất Vpop năm 2022.
Zing News nhận định, có nhiều lý do dẫn đến sự thất bại này. Thứ nhất là sự bão hòa của các cuộc thi âm nhạc trong khi các game show hài, vận động đang bùng nổ và thu hút phần lớn sự quan tâm, chú ý của khán giả. Trong khi đó, định dạng của chương trình được đánh giá không quá mới mẻ và hấp dẫn so với thị trường âm nhạc hiện tại. Thứ hai là các tiết mục cũng thường đi theo hướng kết hợp giữa âm nhạc điện tử, hiện đại với yếu tố dân gian, truyền thống, vốn không quá khác biệt so với những chương trình âm nhạc khác và được nhiều ca sĩ theo đuổi nên không còn sự mới mẻ, hấp dẫn. Một yếu tố khác khiến chương trình giảm nhiệt là các thí sinh ít tên tuổi. Hầu hết những thí sinh mùa thứ hai khá mờ nhạt ở thị trường âm nhạc và chưa có đủ lượng fan cứng để câu kéo sự quan tâm tới chương trình. Một trong những thí sinh gây chú ý ở mùa thứ hai là Nam Em, tuy nhiên trong các tập gần đây, các tiết mục của cô thường gây tranh luận. Zing News cho hay, với tình hình hiện tại, chương trình khó có thể lật ngược tình thế.

#### Liên quan đến tập 8 mùa 1
Tối 11 tháng 7 năm 2021, The Heroes đã diễn ra tập phát sóng thứ 8 với màn tranh tài giữa JSol - Lona và Erik - Orange. Kết thúc phần trình diễn, Erik đã nhận được nhiều lời khen thưởng từ các vị HLV và Giám khảo. Đáng chú ý, một nhà báo đã có một phép so sánh gây tranh cãi khi đánh giá Erik được ví von như "Ông hoàng nhạc Pop" Michael Jackson. Tiết mục của Erik mang đầy đủ những yếu tố mà cuộc thi The Heroes đang hướng đến. Các kỹ thuật hát, nhảy của Erik hoặc bản hòa âm phối khí của Ninja Z ở các vòng trước và kể cả vòng này thật sự rất được các khán giả hay hội đồng ban giám khảo yêu thích. Nhưng việc gọi Erik là "King Of Pop" hay quá lố hơn cả là ví von với "Ông hoàng nhạc Pop" Michael Jackson là điều rất khó chấp nhận.

#### Ca khúc của thí sinh gây phản cảm
Trong đêm chung kết 1 của chương trình "The Heroes" trên VTV3 phát sóng ngày 6 tháng 11 năm 2021, ca sĩ Han Sara biểu diễn ca khúc "Cô gái Gen Z". Ca khúc được làm lại trên nền nhạc EDM, kết hợp hát với rap. Nữ ca sĩ có nhiều câu rap đề cao nữ quyền, nhưng bù lại không chỉ thay đổi phần lời khi trình diễn ca khúc "Cô gái mở đường", cô cùng với dàn vũ công lại hở hang quá đà, không hề phù hợp, gây phản cảm.
Ca khúc cũng sử dụng 3 câu hát từ bản gốc "Cô gái mở đường" của nhạc sĩ Xuân Giao, được sáng tác trong thời kỳ chiến tranh Việt Nam. Ý tưởng táo bạo này đã nhận được sự lời khen từ các nhạc sĩ trong chương trình nhưng lại khiến Han Sara vấp phải không ít ý kiến trái chiều từ dân mạng. Một số khán giả cho rằng bản phối của nữ ca sĩ làm mất đi tính hào hùng, trang nghiêm của bản gốc.
Sau cùng, sản phẩm trên đã bị cắt khỏi bản full trên Youtube.

### Giải thưởng
| Năm  | Giải thưởng  | Hạng mục                        | (Người) đề cử                          | Kết quả | Tham khảo |
| ---- | ------------ | ------------------------------- | -------------------------------------- | ------- | --------- |
| 2021 | Ấn tượng VTV | Dẫn chương trình (BTV) ấn tượng | Phí Nguyễn Thùy Linh                   | Đề cử   | [ 16 ]    |
| 2021 | Ấn tượng VTV | Nghệ sĩ ấn tượng                | Erik                                   | Đề cử   | [ 16 ]    |
| 2021 | Ấn tượng VTV | Chương trình giải trí ấn tượng  | The Heroes - Thần tượng đối thần tượng | Đề cử   | [ 16 ]    |